# A magyar labdarúgó-válogatott mérkőzései 1943-ban
A magyar labdarúgó-válogatottnak 1943-ban öt találkozója volt, négyet idegenben megnyert, az egyetlen hazait 2–7-re elvesztette a Stockholmban legyőzött Svédország ellen. Ezután közel két évig nem volt mérkőzése a válogatottnak a világháború miatt.
Szövetségi kapitány:
- Vághy Kálmán

## Eredmények
| 240. mérkőzés 1943. május 16. | Svájc       | 1 – 3             | Magyarország                  | Charmilles stadion, Genf Nézőszám: 25 000 Játékvezető: Peco Bauwens (GER) |
| 240. mérkőzés 1943. május 16. | Monnard 16' | (1 – 3) Részletek | Bodola 32' 43' Zsengellér 34' | Charmilles stadion, Genf Nézőszám: 25 000 Játékvezető: Peco Bauwens (GER) |

| 241. mérkőzés 1943. június 6. | Bulgária               | 2 – 4             | Magyarország             | Junak stadion, Szófia Nézőszám: 15 000 Játékvezető: Dusan Marek (CRO) |
| 241. mérkőzés 1943. június 6. | Milev 61' Szpaszov 81' | (0 – 3) Részletek | Zsengellér 3' 8' 14' 69' | Junak stadion, Szófia Nézőszám: 15 000 Játékvezető: Dusan Marek (CRO) |

| 242. mérkőzés 1943. szeptember 12. | Svédország     | 2 – 3             | Magyarország                                   | Råsunda Stadion, Stockholm Nézőszám: 38 000 Játékvezető: Max Viinioksa (FIN) |
| 242. mérkőzés 1943. szeptember 12. | Nordahl 7' 41' | (2 – 1) Részletek | Zsengellér 15' Sárvári 50' Leander 76' (öngól) | Råsunda Stadion, Stockholm Nézőszám: 38 000 Játékvezető: Max Viinioksa (FIN) |

| 243. mérkőzés 1943. szeptember 15. | Finnország | 0 – 3             | Magyarország                 | Olimpiai Stadion, Helsinki Nézőszám: 10 000 Játékvezető: Ivan Eklind (SWE) |
| 243. mérkőzés 1943. szeptember 15. |            | (0 – 2) Részletek | Tóth III 11' 47' Sárvári 35' | Olimpiai Stadion, Helsinki Nézőszám: 10 000 Játékvezető: Ivan Eklind (SWE) |

| 244. mérkőzés 1943. november 7. | Magyarország   | 2 – 7             | Svédország                                                      | Üllői út, Budapest Nézőszám: 39 000 Játékvezető: Adolf Miesz (GER) |
| 244. mérkőzés 1943. november 7. | Szusza 22' 45' | (2 – 2) Részletek | Carlsson 15' Nyberg 42' 87' Nilsson II. 46' 75' Nordahl 53' 71' | Üllői út, Budapest Nézőszám: 39 000 Játékvezető: Adolf Miesz (GER) |

## Külső hivatkozások
- A magyar válogatott összes mérkőzése (magyarul)
- A magyar válogatott a soccerbase-en (angolul)
- A magyar válogatott mérkőzései (1943)

## Lásd még
- A magyar labdarúgó-válogatott mérkőzései (1930–1949)
- A magyar labdarúgó-válogatott mérkőzései országonként